# Тынная
Тынная (укр. Тинна) — село в Дунаевецком районе Хмельницкой области Украины.
Население по переписи 2001 года составляло 775 человек. Почтовый индекс — 32411. Телефонный код — 3858. Занимает площадь 3,304 км². Код КОАТУУ — 6821889201.

## Местный совет
32411, Хмельницкая обл., Дунаевецкий р-н, с. Тынная